# 미주리 대 캐나다 사건
미주리 대 캐나다 사건(Missouri ex rel. Gaines v. Canada)은 미국 연방대법원 판례이다.

## 사건개요
흑인인 개인즈는 공립인 미주리 법학대학원에 지원하였는데 당시 미주리 법학대학원은 인종간 분리평등 교육정책으로 인해 흑인입학을 불허하였다. 대신 개인즈가 타주의 다른 대학원을 지원할 경우 등록금을 지원해주는 안을 제시하였다. 이를 거절하고 개인즈는 미국 수정 헌법 제14조 평등보호위반을 이유로 소송을 제기하였다. 캐나다는 미주리 법학대학원 입학처장이다.

## 판시사항
이 사건은 인종간 분리평등 교육정책을 폐지하지는 않았으나 후에 영향을 미친 판결이다. 이 사건에 따르면 만약 주에 한 학교밖에 없다면 모든 인종의 학생이 학교에 입학하는 것이 가능하다고 보았다.